# Stanley Hotel
Das Stanley Hotel ist eine Hoteleinrichtung mit 140 Zimmern im Neokolonialstil in Estes Park, Colorado; es befindet sich wenige Kilometer vom Zugang zum Rocky-Mountain-Nationalpark entfernt und bietet Blicke auf den Estes-See und die Rocky Mountains. Ins Leben gerufen und entworfen von Freelan Oscar Stanley eröffnete das Hotel am 4. Juli 1909; Zielgruppe war die amerikanische Oberschicht. Seit 1977 wird das Hotel im National Register of Historic Places als Historic District geführt. Stephen King, einer der früheren Gäste des Stanley, nutzte die Anlage als Inspiration für das in seinem Roman The Shining vorkommende Overlook Hotel.
Aktuell wird das Stanley weiter als Hotel geführt; dank des Erfolgs der Verfilmung durch Stanley Kubrick (1980) und der gleichnamigen Miniserie The Shining von 1997, deren Außenaufnahmen vor Ort erfolgten, werden dort auch Führungen mit dem Thema „Paranormale Aktivitäten“ angeboten. Zudem sind Film und Miniserie im Hotel ständig über den eigenen Kabelkanal verfügbar.
2015 wurde vor dem Hotel ein Heckenlabyrinth angelegt; eine weitere Verbeugung vor der erfolgreichen Verfilmung von Stanley Kubrick — im Roman gibt es ein solches Labyrinth nicht.